# Cantone di Flixecourt
Il Cantone di Flixecourt è una divisione amministrativa dell'Arrondissement di Amiens.
È stato istituito a seguito della riforma dei cantoni del 2014, che è entrata in vigore con le elezioni dipartimentali del 2015.

## Composizione
Comprende i comuni di:
- Berteaucourt-les-Dames
- Bettencourt-Saint-Ouen
- Bouchon
- Canaples
- Condé-Folie
- Domart-en-Ponthieu
- L'Étoile
- Flesselles
- Flixecourt
- Franqueville
- Fransu
- Halloy-lès-Pernois
- Havernas
- Lanches-Saint-Hilaire
- Pernois
- Ribeaucourt
- Saint-Léger-lès-Domart
- Saint-Ouen
- Saint-Vaast-en-Chaussée
- Surcamps
- Vauchelles-lès-Domart
- Vaux-en-Amiénois
- Vignacourt
- Ville-le-Marclet